# 専門学校札幌デザイナー学院

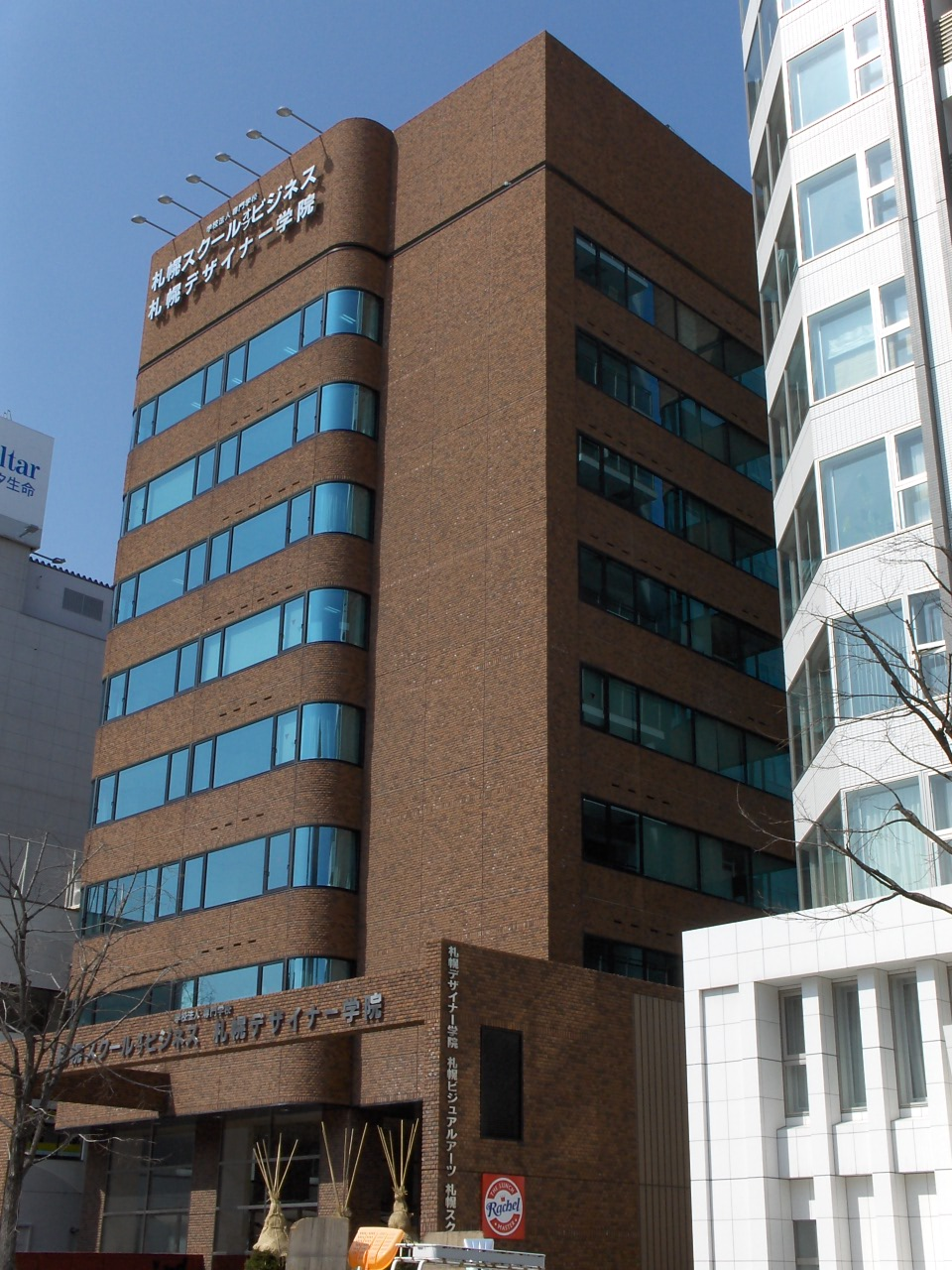
専門学校札幌デザイナー学院

専門学校札幌デザイナー学院（せんもんがっこうさっぽろデザイナーがくいん）とは、北海道札幌市中央区大通西9-3-12にある専門学校。経営主体は学校法人北海道安達学園。略称はSDG。

## 概要
北海道知事法人認可校。姉妹校に北海道どうぶつ・医療専門学校（旧・専門学校札幌スクールオブビジネス）、専門学校札幌ビジュアルアーツ、札幌マンガ・アニメ&声優専門学校、札幌観光ブライダル・製菓専門学校がある。
四日市大学への編入学提携、アメリカ合衆国ハワイパシフィック大学と語学短期集中研修プログラム (PEP) に関する提携、そしてアメリカ合衆国ロングアイランド大学C.W.ポスト校と編入学に関する提携を締結している（一部学科対象）。
アニメ制作ルーム、第3CGルーム、第1ファッションアトリエが設置されているほか、ファッションディスプレイショーケース、声優スタジオ、ダンスレッスン実習室などの設備が設けられている。
多目的施設として200名収容可能な視聴覚大教室、作品展示用の「GALLERY7」、総合校舎1階に位置する本格的なカフェスペース「ラシェル」がある。

## 沿革
- 1990年4月 - 開校。
- 1995年1月 - 文部科学省より「専門士」称号付与の認定を受ける。
- 2002年3月 - スポーツジム、音楽練習スタジオなどを備えた実習棟が竣工
- 2004年9月 - 建物屋上にフットサルコートを設置。北海道の専門学校としては初の試みとなった。
- 2007年4月 - 新校舎専門学校札幌マンガ・アニメ学院が完成。

## 設置学科
- ビジュアルデザイン学科
- ファッション学科
- ビューティーデザイン学科
- インテリア学科